# 唐运张
唐运张（1935年11月—2016年3月15日），四川威远人，中华人民共和国政治人物。
1960年9月参加工作，1981年1月加入中国农工民主党。历任农工党四川省委副主委兼成都市委主委，成都市政协副主席、农工党四川省委主委，政协四川省委员会第八届副主席等职务。2004年4月退休。2016年3月15日在成都逝世，享年81岁。